# Butis butis
Butis butis е вид лъчеперка от семейство Butidae.

## Разпространение
Видът е разпространен в Австралия (Западна Австралия, Куинсланд, Нов Южен Уелс и Северна територия), Бруней, Вануату, Виетнам, Индия, Индонезия, Камбоджа, Кения, Китай (Гуандун, Гуанси и Хайнан), Мавриций, Мадагаскар, Макао, Малайзия, Мианмар, Мозамбик, Палау, Папуа Нова Гвинея, Провинции в КНР, Сейшели, Сингапур, Соломонови острови, Сомалия, Тайван, Тайланд, Танзания, Фиджи, Филипини, Хонконг, Шри Ланка и Япония.